# سویاتوسلاو ریختر
سویاتوسلاو تئوفیلوویچ ریختر (روسی: Святосла́в Теофи́лович Ри́хтер، آوانگاری Sviatosláv Teofílovich Ríkhter؛ IPA: [svʲjətɐsˈlaf tʲɪɐˈfʲiləvʲɪtɕ ˈrʲixtər]) (زادهٔ ۲۰ مارس [سبک قدیمی: ۷ مارس] ۱۹۱۵ - درگذشتهٔ ۱ اوت ۱۹۹۷) نوازندهٔ پیانو اهل اتحاد جماهیر شوروی (اصالتاً آلمانی) بود. از او به‌عنوان یکی از برترین نوازندگان پیانو در سدهٔ بیستم میلادی در جهان یاد می‌کنند.
پدرش، تئوفیل دانیلوویچ ریختر (Teofil Danilovich Richter)‏ (۱۸۷۲–۱۹۴۱)، نوازندهٔ پیانو و ارگ، آهنگساز، و عضو خانواده‌ای از مهاجران آلمانی بود که او هم در شهرِ ژیتومیر به دنیا آمده بود.